# ميخائيل هيزل
ميخائيل هيزل (بالإنجليزية: Michael Hazel)‏ هو منافس ألعاب قوى أسترالي، ولد في 12 ديسمبر 1976.

## وصلات خارجية
- ميخائيل هيزل على موقع الاتحاد الدولي لألعاب القوى (الإنجليزية)
- ميخائيل هيزل على موقع النتائج التاريخية لألعاب القوى الأسترالية (الإنجليزية)
- ميخائيل هيزل على موقع أوليمبيديا (الإنجليزية)
- ميخائيل هيزل على موقع اللجنة الأولمبية الأسترالية (الإنجليزية)
- ميخائيل هيزل على موقع اتحاد ألعاب الكومنولث (مؤرشف) (الإنجليزية)